# Devil's Revenge
Devil's Revenge is een Amerikaanse horrorfilm uit 2019, geregisseerd door Jared Cohn. De hoofdrollen worden vertolkt door William Shatner, Jeri Ryan en Jason Brooks.

## Verhaal
Een onfortuinlijke archeoloog keert terug van een expeditie naar een grot die een vervloekt relikwie bevat dat ook een portaal naar de hel is. Hij begint angstaanjagende visioenen te krijgen en ontdekt dat hij ze alleen kan stoppen door terug te keren naar de grot en het relikwie te vernietigen.

## Rolverdeling
| Acteur                | Personage |
| --------------------- | --------- |
| William Shatner       | Hayes     |
| Jeri Ryan             | Susan     |
| Jason Brooks          | Sergio    |
| Robert Scott Wilson   | Eric      |
| Ciara Hanna           | Dana      |
| Phillip Andre Botello | R.J.      |
| Brendan Wayne         | Paul      |

## Release en ontvangst
Devil's Revenge werd op 1 oktober 2019 uitgebracht via video-on-demand. Later die maand volgde de release op dvd en blu-ray.
Op Rotten Tomatoes heeft de film een score van 20% (5 recensies), met een gemiddelde waardering van 3,5/10.